# The Premonition (альбом)
The Premonition - це п'ятий студійний альбом грецького гурту Firewind і єдиний їхній альбом записаний у тому ж складі, що й попередній. Gus G. сказав: «ми, всласне, втримали 'переможну команду' Allegiance» здивувавши своїх фанів.
Піратська копія повного альбому з'явилася в інтернеті 18 лютого 2008 року.

## Процес створення
Написання пісень почалося частково під час туру в підтримку попереднього альбому Allegiance (написано 6 композицій: Remembered, Life Foreclosed, The Silent Code, Mercenary Man, My Loneliness, Head Up High) Тоді як у студії вони записали 12 оригінальних творів і декілька каверів, включаючи кавер на пісню Michael Sembello «Maniac». Gus G. також сказав:
Передчуваю, що новий альбом Firewind це ще один крок у нашій кар'єрі (з музичної точки зору). І знову ми доклали зусиль, щоб створити різний контект, оскільки мені не подобаються альбоми, де ти послухав першу пісню і складається враження, що ти чув їх усі! Цього немає в альбомах Firewind і точно немає в останньому з них!— Gus G.

## Гастролі та промо
Firewind почав гастролі після завершення альбому у січні. В цей же ж час був відзнятий контент для бонусного DVD.

### Історія випусків
На відміну від попереднії альбомів, The Premonition не був випущений спочатку на батьківщині гурту, Греції, хоча й так анонсувалось. Замість цього альбом спочатку випустили в Італії та Бенелюксі (Бельгія, Нідерланди та Люксембург) 21 березня 2008. Натупного  дня — в Німеччині, Австрії та Швейцарії. 24 березня 2008 він був випущений у Греції, Данії, Норвегії і в більшості Європи. В Іспанії та Португалії він був випущений 25 березня 2008, а наступного дня — в Швеції, Фінляндії та Угорщині. Через чотири дні — у Франції, а 7 квітня 2008 у Великій Британії. 3 березня 2010 альбом був перевиданий на вінілі, ставши першим релізом групи на грамплатівках і ключаючи бонусний трек «Ride to the Rainbows End» з японського видання.

### Сингли
Перший сингл з альбому The Premonition, «Mercenary Man», був випущений на офіційній сторінці групи у Myspace як потоковий потік майже за два місяці до релізу 2 лютого 2008 року, і за місяць до випуску албому у вигляді maxi-CD виключно у Греції 25 лютого 2008 року. Між цими двома датами, група знімала музичне відео у Швеції з Patric Ullaeus у ролі продюсера. «Mercenary Man» потрапив у Топ-50 грецького чарту синглів на 6 позиції і досяг максимального п'ятого місця. У той же час два сингли з їх попереднього альбому Allegiance, все ще перебувати в грецьких чартах. «Falling to Pieces», який досяг максимального 11 місця все ще був на 43 позиції, а «Breaking the Silence», що був максимально на 16 все ще перебував на 33.

## Список композицій
| #   | Назва               | Автор                                | Тривалість |
| --- | ------------------- | ------------------------------------ | ---------- |
| 1.  | «Into the Fire»     | Gus G., Katsionis, Papathanasio      | 6:29       |
| 2.  | «Head Up High»      | Gus G., Katsionis, Papathanasio      | 3:46       |
| 3.  | «Mercenary Man»     | Gus G., Papathanasio                 | 3:27       |
| 4.  | «Angels Forgive Me» | Gus G., Katsionis, Papathanasio      | 4:57       |
| 5.  | «Remembered»        | Niclas Engelin, Gus G., Papathanasio | 3:38       |
| 6.  | «My Loneliness»     | Gus G., Papathanasio                 | 4:04       |
| 7.  | «Circle of Life»    | Cross, Gus G., Papathanasio          | 4:14       |
| 8.  | «The Silent Code»   | Cross, Gus G., Papathanasio          | 4:48       |
| 9.  | «Maniac»            | Dennis Matkosky, Sembello            | 4:55       |
| 10. | «Life Foreclosed»   | Chasyain, Gus G.                     | 4:52       |

| iTunes bonus track | iTunes bonus track | iTunes bonus track | iTunes bonus track |
| #                  | Назва              | Автор              | Тривалість         |
| ------------------ | ------------------ | ------------------ | ------------------ |
| 12.                | «Wild Rose»        | Gus G.             | 4:23               |

| Бонусна композиція з японського видання | Бонусна композиція з японського видання | Бонусна композиція з японського видання | Бонусна композиція з японського видання |
| #                                       | Назва                                   | Автор                                   | Тривалість                              |
| --------------------------------------- | --------------------------------------- | --------------------------------------- | --------------------------------------- |
| 12.                                     | «Ride to the Rainbow's End»             | Gus G.                                  | 4:30                                    |

### B-sides
1. «Spirits in a Digital World» (Gus G., Christo) — 4:04 (з синглу «Mercenary Man»)
2. «Mercenary Man [Acoustic]» (Gus G., Papathanasio) — 3:54 (з синглу «Mercenary Man»)

### Невидана пісня
Інструментальна композиція Perasmenes mou Agapes авторства Manolis Chiotis, була вирізана на фінальному етапі релізу з причин охорони авторського права. Вона була кілька разів виконана під час живих концертів групи, включаючи Гагарінський фестиваль просто неба в Афінах у 2007 році, а також 12 січня 2008 під час зйомок Live Premonition, однак у фінальний реліз DVD не потрапила.

## Бонусний DVD
Була випущена спеціальна версія альбому з O-Card пакунком і бонусним DVD з чотирма композиціями, записаними під час живого концерту в Головному театрі в Салоніках, Греція, 12 січня 2008 року, а також інтерв'ю з усіма учасниками гурту.
1. «Into the Fire» — 6:34
2. «Head Up High» — 3:43
3. «Mercenary Man» — 3:56
4. «My Loneliness» — 4:01

## Персони
Учасники гурту
- Apollo Papathanasio — вокал
- Gus G. — гітара
- Babis Katsionis — клавішні
- Petros Christodoylidis — бас-гітара
- Mark Cross — ударні

Запрошені учасники
- Marcus Palsson — бек-вокал на композиціях 2, 5, 8 і 9

Технічний склад
- Fredrik Nordström — міксування, інжиніринг
- Henrik Udd — міксування, інжиніринг
- Rickard Bengtson — інжиніринг
- Gustavo Sazes — обкладинка
- Patric Ullaeus — фотограф
- Olga K. — фотограф Mark Cross'а